# Talwandi Bhai
Talwandi Bhai is een nagar panchayat (plaats) in het district Firozpur van de Indiase staat Punjab. 

## Demografie
Volgens de Indiase volkstelling van 2001 wonen er 14.570 mensen in Talwandi Bhai, waarvan 53% mannelijk en 47% vrouwelijk is. De plaats heeft een alfabetiseringsgraad van 63%. 